# Brudsporrar
Brudsporrar (Gymnadenia) är ett släkte av orkidéer. Brudsporrar ingår i familjen orkidéer.
I Sverige är alla orkideer fridlysta i hela landet.

## Dottertaxa till Brudsporrar, i alfabetisk ordning[1]
- Gymnadenia archiducis-joannis
- Gymnadenia austriaca
- Gymnadenia bicornis
- Gymnadenia borealis
- Gymnadenia buschmanniae
- Gymnadenia carpatica
- Gymnadenia chanousiana
- Gymnadenia conopsea
- Gymnadenia corneliana
- Gymnadenia crassinervis
- Gymnadenia delphineae
- Gymnadenia densiflora
- Gymnadenia eggeriana
- Gymnadenia emeiensis
- Gymnadenia frivaldii
- Gymnadenia gabasiana
- Gymnadenia godferyana
- Gymnadenia heufleri
- Gymnadenia lithopolitanica
- Gymnadenia nigra
- Gymnadenia odoratissima
- Gymnadenia orchidis
- Gymnadenia pyrenaeensis
- Gymnadenia rhellicani
- Gymnadenia rubra
- Gymnadenia runei
- Gymnadenia stiriaca
- Gymnadenia taquetii
- Gymnadenia truongiae
- Gymnadenia turnowskyi
- Gymnadenia wettsteiniana
- Gymnadenia widderi

## Bilder

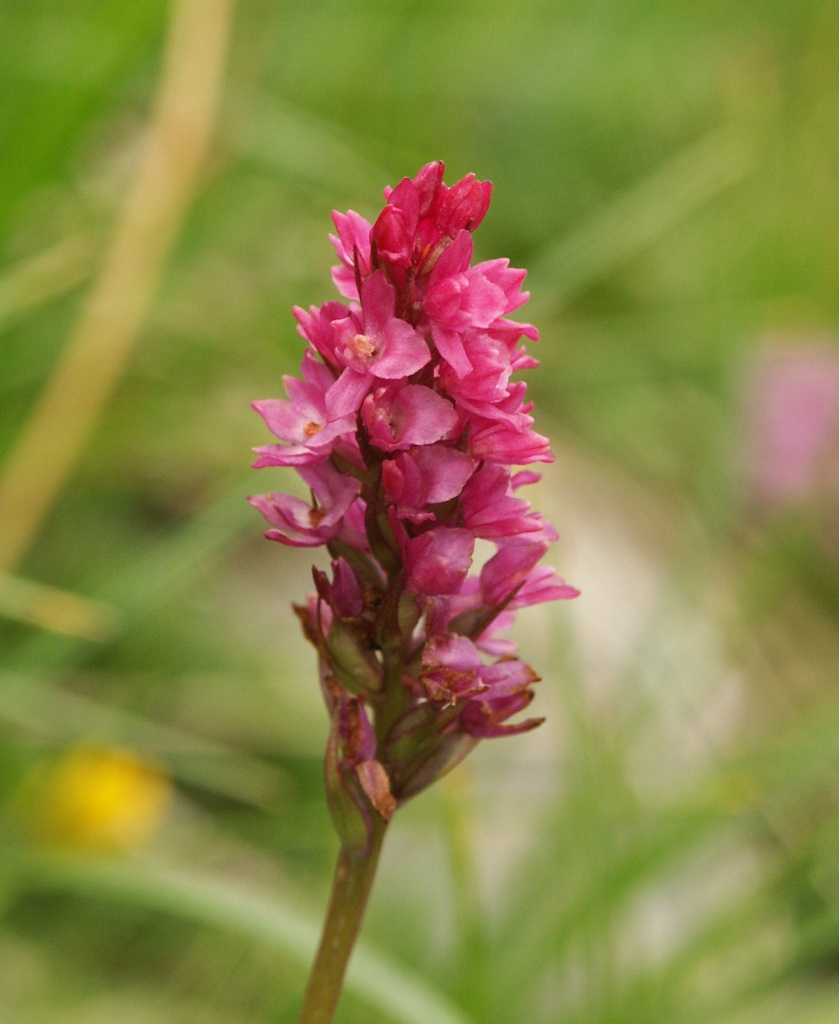
Gymnigritella × heufleri
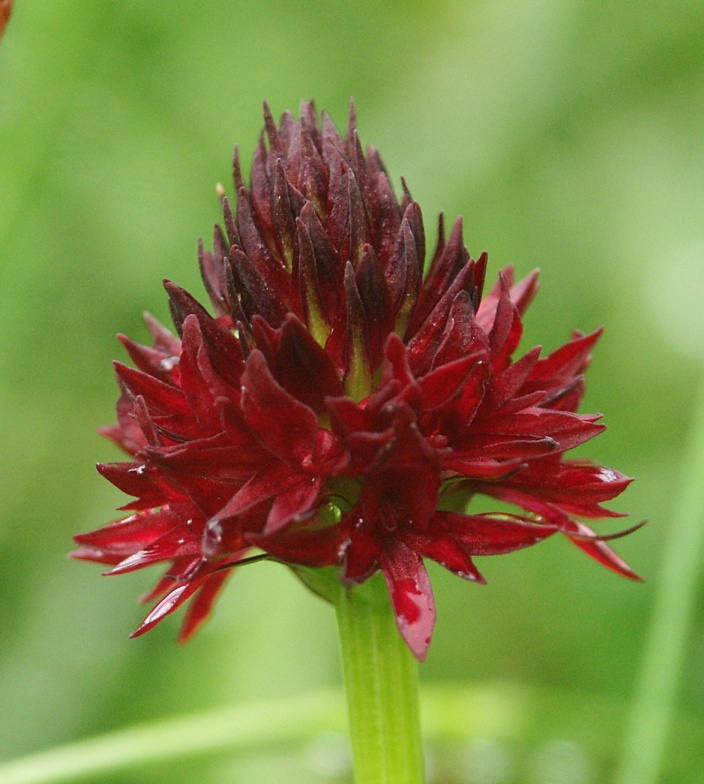
Nigritella rhellicani
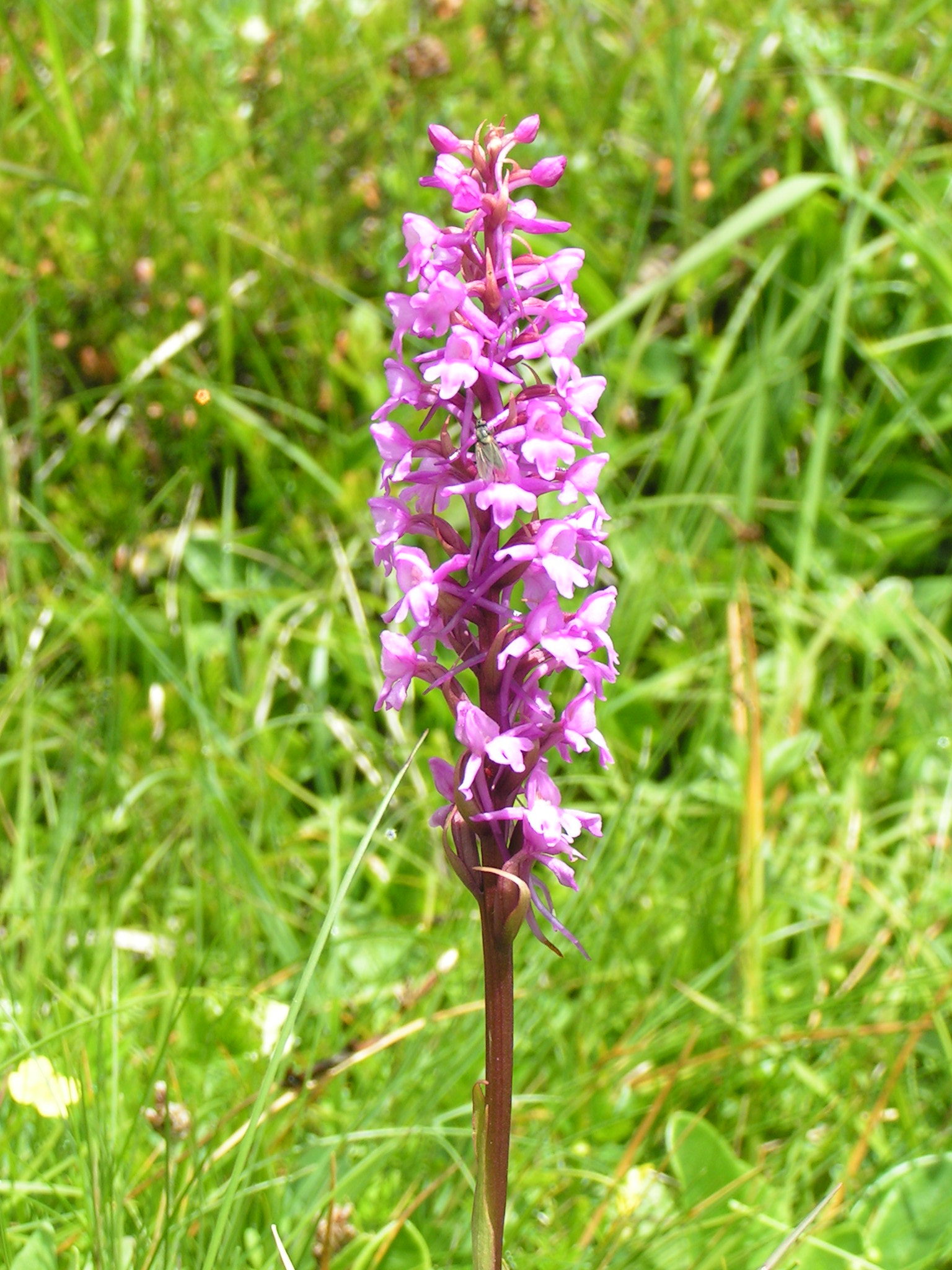
Brudsporre Gymnadenia conopsea
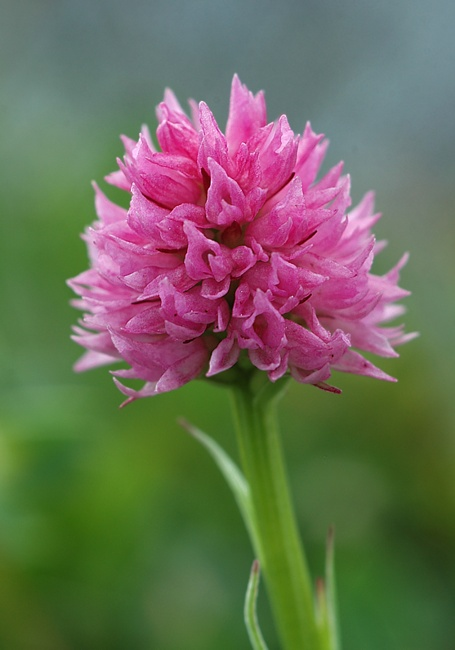
Nigritella archiducis-joannis
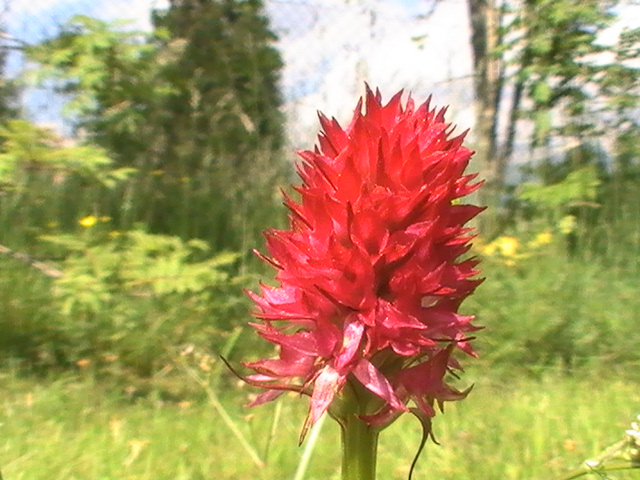
Nigritella rossa
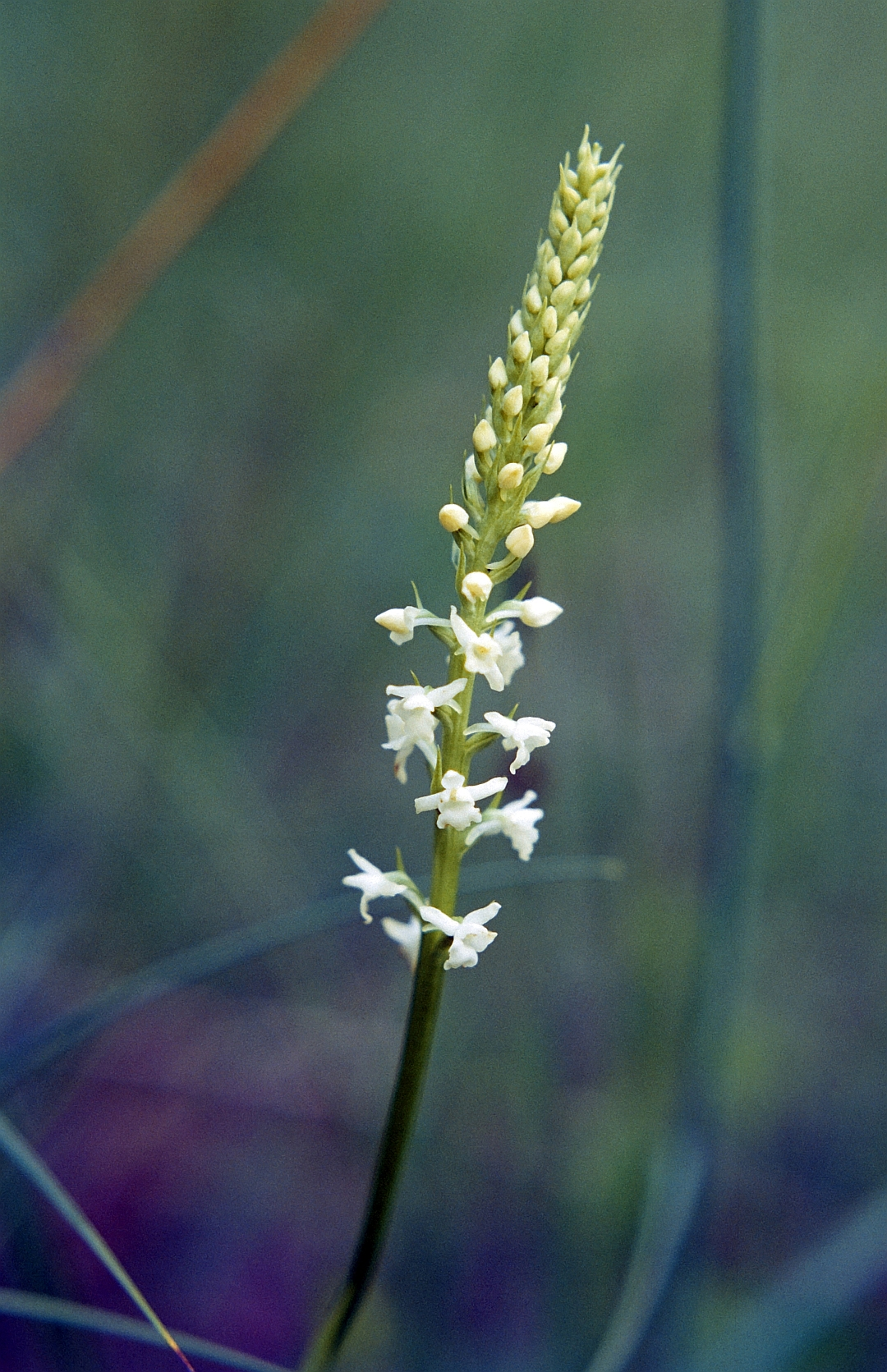
Gymnadenia odoratissima